# Гама
Га́ма — у музиці — частина звукоряду від тоніки до тоніки наступної октави, де ступені ладу розташовані послідовно один за одним у висхідному або низхідному порядку. Гама поширюється на інші октави. Існують діатонічні (з 7-ми звуків), хроматичні (з 12-ти звуків), пентатонічні (з 5-ти звуків) та інші гами. У навчальному процесі гами використовують як вправи для технічного вдосконалення музикантів-виконавців.